# Phyton. Annales rei Botanicae
Phyton. Annales rei Botanicae, (abreviado Phyton (Horn) es una revista ilustrada con descripciones botánicas que es editada en Horn (Austria). Se publica desde el año 1948.